# Уэсли-Чепел (Флорида)
Уэсли-Чепел (англ. Wesley Chapel) — статистически обособленная местность, расположенная в округе Паско (штат Флорида, США) с населением в 44 092 человека по статистическим данным переписи 2010 года.

## География
По данным Бюро переписи населения США статистически обособленная местность Уэсли-Чепел имеет общую площадь в 15,8 квадратных километров, водных ресурсов в черте населённого пункта не имеется.
Статистически обособленная местность Уэсли-Чепел расположена на высоте 33 м над уровнем моря.

## Демография
По данным переписи населения 2006 года в Уэсли-Чепел проживало 45 000 человек, 1695 семей, насчитывалось 2021 домашнее хозяйство и 2072 жилых дома. Средняя плотность населения составляла около 2848,1 человек на один квадратный километр. Расовый состав населённого пункта распределился следующим образом: 82,06 % белых, 7,17 % — чёрных или афроамериканцев, 0,21 % — коренных американцев, 5,22 % — азиатов, 0,12 % — выходцев с тихоокеанских островов, 2,71 % — представителей смешанных рас, 2,51 % — других народностей. Испаноговорящие составили 11,86 % от всех жителей статистически обособленной местности.
Из 2021 домашних хозяйств в 45,4 % воспитывали детей в возрасте до 18 лет, 75,0 % представляли собой совместно проживающие супружеские пары, в 6,4 % семей женщины проживали без мужей, 16,1 % не имели семей. 11,5 % от общего числа семей на момент переписи жили самостоятельно, при этом 2,5 % составили одинокие пожилые люди в возрасте 65 лет и старше. Средний размер домашнего хозяйства составил 2,82 человек, а средний размер семьи — 3,06 человек.
Население статистически обособленной местности по возрастному диапазону по данным переписи 2000 года распределилось следующим образом: 29,1 % — жители младше 18 лет, 4,1 % — между 18 и 24 годами, 41,0 % — от 25 до 44 лет, 19,3 % — от 45 до 64 лет и 6,5 % — в возрасте 65 лет и старше. Средний возраст жителей составил 34 года. На каждые 100 женщин в Уэсли-Чепел приходилось 96,0 мужчин, при этом на каждые сто женщин 18 лет и старше приходилось 92,9 мужчин также старше 18 лет.
Средний доход на одно домашнее хозяйство статистически обособленной местности составил 65 293 доллара США, а средний доход на одну семью — 66 978 долларов. При этом мужчины имели средний доход в 47 240 долларов США в год против 32 664 доллара среднегодового дохода у женщин. Доход на душу населения статистически обособленной местности составил 65 293 доллара в год. 0,9 % от всего числа семей в населённом пункте и 1,9 % от всей численности населения находилось на момент переписи населения за чертой бедности, при этом 2,3 % из них были моложе 18 лет и 1,2 % — в возрасте 65 лет и старше.